# Godwin Attram
Godwin Attram (ur. 7 sierpnia 1980 w Akrze) – ghański piłkarz grający na pozycji pomocnika.

## Kariera klubowa
Karierę piłkarską Attram rozpoczął w klubie Great Olympics z Akry. W 1996 roku zadebiutował w pierwszej lidze ghańskiej. W Great Olympics grał do 1998 roku i wtedy też wyjechał do Europy. Został piłkarzem PSV Eindhoven, jednak przez rok nie zdołał zadebiutować w Eredivisie. W 1999 roku odszedł z klubu z Eindhoven do duńskiego Silkeborga. Przez 2 lata rozegrał 31 meczów w Superligaen i strzelił 5 goli. W 2001 roku zdobył z Silkeborgiem Puchar Danii.
W 2001 roku Attram został piłkarzem tunezyjskiego zespołu Stade Tunisien. W 2002 roku zdobył Puchar Ligi Tunezyjskiej, a w 2003 roku – Puchar Tunezji. W 2003 roku Ghańczyk zaczął występować w Arabii Saudyjskiej w zespole Al-Szabab Rijad. W 2004 roku został mistrzem Arabii Saudyjskiej, a w 2005 roku wywalczył wicemistrzostwo. W 2006 roku znów został mistrzem kraju. Na początku 2008 roku Ghańczyk był wypożyczony do Al-Hazm ar-Rass.
W 2008 roku Attram przeszedł do Al-Szaab SC z Szardży, grającego w UAE League. W 2010 roku został zawodnikiem egipskiego klubu Smouha SC. Następnie grał w zespołach Hajer Club, Dhofar Salala oraz Great Olympics.

## Kariera reprezentacyjna
W 1997 roku wraz z reprezentacją U-17 Attram wywalczył wicemistrzostwo świata na Mistrzostwach Świata U-17. W dorosłej reprezentacji Ghany zadebiutował w 1997 roku. W 2006 roku podczas Pucharu Narodów Afryki 2006 zagrał jeden mecz, z Zimbabwe (1:2).